# فريدريك سميث (سياسي)
فريدريك سميث (بالإنجليزية: Frederick Smyth)‏ هو سياسي أمريكي، ولد في 9 مارس 1819 في الولايات المتحدة، وتوفي في 22 أبريل 1899 في نفس البلد. حزبياً، نشط في الحزب الجمهوري. وقد انتخب حاكم نيو هامبشاير ‏.